# Lista di legni
Quella che segue è una lista di legni utilizzati comunemente o che sono stati usati in passato dall'uomo per le sue attività. Il legno è il materiale ricavato dai fusti delle piante, usato da millenni dall'uomo come combustibile o materiale da costruzione.

## Legni dolci (conifere)
Sono chiamati legni dolci, indipendentemente dalla durezza, i legni delle gimnosperme.
- Araucaria
  - Araucaria del Cile (pino del Cile)
  - Araucaria angustifolia (Pino del Paraná)
- Cedro
- Cipresso
- Pseudotsuga menziesii (abete di Doug)
- Taxus baccata (tasso)
- Abies (abeti)
  - Abies alba (abete bianco)
  - Abies procera (abete rosso)
- Tsuga
- Lagarostrobos franklinii (pino di Huon)
- Kauri
  - Agathis australis (kauri neozelandese)
  - Agathis robusta (kauri del Queensland / kauri australiano)
- Torreya nucifera (kaya o tasso-noce giapponese)
- Larix (larice)
  - Larix decidua (larice comune)
  - Larix kaempferi (larice del Giappone)
  - Larix laricina (tamarack o larice americano)
  - Larix occidentalis (larice occidentale)
- Pino
  - Pinus nigra (pino nero)
  - Pinus banksiana (pino di Banks)
  - Pinus contorta
  - Pinus radiata (pino insigne o pino di Monterrey)
  - Pinus ponderosa (pino giallo)
  - Pinus resinosa
  - Pinus sylvestris (pino silveste)
  - Pinus strobus (pino strobo)
  - Pinus monticola (pino bianco occidentale)
  - Pinus lambertiana
  - Pinus taeda
  - Pinus palustris (pino palustre)
  - Pinus rigida (pino rigido)
  - Pinus echinata
- Cedro rosso
- Sequoia sempervirens (sequoia sempreverde)
- Dacrydium cupressinum (rimu)
- Picea (peccio)
  - Picea abies (abete rosso)
  - Picea mariana (peccio nero)
  - Picea rubens (peccio rosso)
  - Picea sitchensis (peccio di Sitka)
  - Picea laxa (peccio bianco)
- Cryptomeria (Crittomeria, Criptomeria o anche Cedro rosso del Giappone)
- Thuja occidentalis (tuia occidentale)
- Chamaecyparis thyoides
- Callitropsis nootkatensis (cipresso di Nootka)

## Legni duri
Sono chiamati legni duri, indipendentemente dalla loro reale durezza, i legni delle angiosperme.

### Legni duri delle Magnoliopsida (dicotiledoni)
- Triplochiton scleroxylon (obeche)
- Pterocarpus soyauxii (padouk africano)
- Afzelia africana
- Gossweilerodendron balsamiferum
- Alnus (ontano)
- Fraxinus (frassino)
- Populus (pioppo)
- Tilia (tiglio)
- Fagus (faggio)
- Betula (betulla)
- Acacia melanoxylon (acacia nera)
- Aesculus (ippocastano)
- Juglans (noce)
  - Juglans cinerea
- Cinnamomum camphora (albero della canfora)
- Prunus avium (ciliegio)
- Cornus mas (corniolo)
- Ebano
- Ulmus (olmo)
- Eucalyptus (eucalipto)
- Carya
- Pyrus (pero)
- Malus sylvestris (melo selvatico)
- Carpinus (carpino)
- Iroko (teak africano)
- Shorea (Balau)
- Olea europaea (olivo)
- Robinia pseudoacacia (robinia)
- Gleditsia triacanthos (spino di Giuda)
- Mogano
- Acer (acero)
- Quercus (quercia)
- Salix (salice)
- Entandrophragma cylindricum (sapelli o sapele)
- Millettia laurentii (wengé)
- Teak
- Santalum album (sandalo)

### Legni duri delle Liliopsida (monocotiledoni)
- Bamboo
- Cocos nucifera